# Květoslav Hísek
Květoslav Hísek (26. března 1931 Boršov nad Vltavou – 10. června 2016) byl český malíř, grafik, známý hlavně jako ilustrátor přírodovědných knih (mj. Naší přírodou krok za krokem, Naše květiny, Evropská fauna, Evropská flóra nebo Anatomie okem výtvarníka).

## Život
Studoval na VŠUP v Praze v ateliéru Karla Svolinského a záhy po studiích se začal věnovat svému celoživotnímu poslání vědecké ilustrace. V letech 1975 a 1978 obdržel ocenění Premio grafico di Bologna a v roce 2016 i Zlatou stuhu za celoživotní dílo, k tomu také řadu čestných uznání v soutěži Nejkrásnější knihy. V roce 2011 proběhla v letohrádku Portheimka v Praze velká retrospektivní výstava k jeho 80. narozeninám.
Jeho synem je malíř, grafik, kreslíř a ilustrátor Jan Hísek (* 1965). 